# Bro och Vätö skeppslag
Bro och Vätö skeppslag var ett skeppslag i östra Uppland. Skeppslaget var beläget i nuvarande Norrtälje kommun, vilken är en del av Stockholms län.  Den totala arealen mätte drygt 228 km² och befolkningen uppgick år 1903 till 4 788 invånare. Tingsställe var ambulerande och på 1700-talet vanligtvis vid Roslags-Bro kyrka för att på 1800-talet flytta till Norrtälje

## Geografi
Bro och Vätö skeppslag är beläget i den norra delen av Stockholms skärgård, och ön Arholma brukar vanligen definieras som den nordligaste av skärgårdens öar. Norr om detta tar istället Roslagens skärgård vid. Skeppslaget består dels av fastland, dels av ett stort antal öar och skär. Båda delarna är genomskurna av vattendrag. Fastlandsdelen övergår från skärgårdsnatur till ett omväxlande och småbrutet landskap med tydliga parallella sprickdalar. Marken är ömsom uppodlad och ömsom täckt med barrskog. Ön Vätö är något högre belägen än fastlandsdelen, och stränderna mot Vätösund och höga och jämna. Ön i sig genomkorsas av sprickdalar, vilka bildar inträngande vikar. Björkö utgör i själva verket den södra delen av Väddö, som i sig faktiskt är en halvö. Skeppslaget var beläget mellan Norrtäljeviken och Lidöfjärden i söder och Ålands hav i öster. I söder gränsade det mot Frötuna och Länna skeppslag,  i väster mot Lyhundra härad och i norr mot Väddö och Häverö skeppslag.
Det fanns inga köpingar eller municipalsamhällen i skeppslaget, och det saknade länge även tätorter, det vill säga att ingen ort i området hade mer än 200 invånare. Största samhälle är Nysättra, beläget 84 kilometer nordost om Stockholm.

### Socknar
Bro och Vätö skeppslag omfattade tre socknar.
- Roslags-Bro
- Vätö
- Björkö-Arholma från 1914, utbruten ur Vätö socken

## Historia
Bro och Vätö skeppslag var en del av det medeltida uppländska folklandet Roden (jmfr Roslagen), vilket bl.a. innebär att det fick rusta fartyg åt kungens ledung. Namnet Bro, som år 1304 skrevs just Bro, syftar på den bro som leder över Broströmmen vid Roslags-Bro kyrka. Tillägget Roslags- tillkom år 1885 för att skilja från andra liknande namn till exempel Upplands-Bro. Fördelen Vät- i Vätö, som år 1337 skrevs Vaetu, är en böjningen av ordet våt, vilket alltså ska tolkas som ön med våtmarker. Skeppslagets tingsplats var troligtvis belägen vid Roslags-Bro kyrka, där bron spände över en på den tiden viktig farled löpande i den sprickdal där Broströmmen idag går, vilket var bebyggelsetilldragande. Kyrkan är från 1200-talet och kallades av ärkebiskopen Nathan Söderblom för Roslagens katedral. 
Vätö kyrka är belägen vid det enda överfartsstället vid Vätösund, där vägen korsar farleden för att sedan fortsätta över ön mot överfarten till Björkö. Mitt på ön ligger byn Harg som utgör öns centralort. Vid kyrkan, som har anor från 1300-talet, finns ruinerna efter ett hus tillhörande franciskanerna eller gråbröderna. Huset fungerade som förvaringslokal för de allmosor som samlades in i Roslagen och som övernattningsplats inför överfarten till Finland. På Vätö bröts det under 1800- och 1900-talen granit och sten härifrån har använts i en hel del pampiga byggen i Stockholm däribland Operan och Riksdagshuset. Björkö och Arholma har sedan 1200-talet setts som den sista anhalten innan överfarten till Åland, p.g.a. dess skyddade hamnar. Arholma båk syns vida omkring och användes länge som lotsutkik, innan denna flyttade till Simpnäs på Björkö.

## Län, fögderier, domsagor, tingslag och tingsrätter
Häradet har sedan 1715 hört till Stockholms län, innan dess Upplands län (1634-1639, 1648-1651, 1654-1714) och i perioderna däremellan till Stockholms län. Församlingarna i häradet tillhörde alla före 1 juli 1942 Uppsala stift, därefter Stockholms stift.
Häradets socknar hörde till följande fögderier:
- 1720–1881 Lyhundra, Sjuhundra, Bro-Vätö, Väddö-Häverö fögderi
- 1882–1966 Mellersta Roslags fögderi
- 1967–1990 Norrtälje fögderi

Häradets socknar tillhörde följande domsagor, tingslag och tingsrätter:
- 1680–1900 Bro och Vätö skeppslags tingslag i 
  - 1680–1689 Olands, Närdinghundra, Frösåkers, Häverö och Väddö, Bro och Vätö häraders/skeppslags domsaga
  - 1689–1714 Seminghundra, Långhundra, Lyhundra, Vallentuna, Frötuna och Länna, Bro, Vätö och Väddö häraders/skeppslags domsaga
  - 1715–1777 Lyhundra, Frötuna, Länna, Närdinghundra, Sjuhundra, Frösåker, Häverö, Väddö, Bro och Vätö häraders/Skeppslags domsaga
  - 1777–1862 Frösåkers, Bro och Vätö samt Häverö och Väddö domsaga
  - 1863–1900 Lyhundra, Sjuhundra, Frötuna och Länna, Bro och Vätö domsaga från 1870 benämnd Mellersta Roslags domsaga med
- 1901–1970 Mellersta Roslags domsagas tingslag i Mellersta Roslags domsaga

- 1971– Norrtälje tingsrätt och dess domsaga

### Webbkällor
- Nationella arkivdatabasen för uppgifter om fögderier, domsagor, tingslag och tingsrätter